# Romain Fornell
 (janvier 2019).
Romain Fornell est un chef cuisinier français, né le 27 décembre 1976 à Toulouse (France) dans la région Midi-Pyrénées.

## Biographie
Il rejoint en 1994 le Lycée des métiers d'hôtellerie et du tourisme.
Romain Fornell a travaillé avec de nombreux chefs (Michel Sarran, Alain Ducasse et Jean-François Piège). À 24 ans, il devient le plus jeune chef étoilé au guide Michelin en France. En 2002 il s'installe à Barcelone (Espagne) pour ouvrir son propre restaurant le Caelis, situé au sein de l’hôtel El Palace. En 2005, il est récompensé par une étoile Michelin et devient le premier chef français à obtenir cette distinction dans les deux pays.
Il a ouvert d´autres restaurants à Barcelone pour diversifier ses offres culinaires.
Romain Fornell a pris part aux principaux événements et sommets culinaires dans le monde : le World Gourmet Summit à Singapour, le World Gourmet Festival à Bangkok, le Montreal High Lights Festival, la rencontre internationale de la Gastronomie à Toulouse et le  European Catering Cup à Lyon, et encore bien d’autres.

## Télévision
Romain Fornell a participé au reportage de TF1 Les 4 saisons à Barcelone. Ce reportage a été présenté par Anne-Claire Coudray et diffusé en 2016.